# 广东路 (上海)
广东路，是中國上海市黄浦区一条东西向马路。东起中山东一路，西达西藏中路，全长1447米，为沥青路面。此路曾称为北门街、宝善街、正丰街等。1865年起改称，但由于清朝時「廣州市」被仍然稱作「廣東省城」（廣州市市政廳1921年2月15日成立），英文為“Canton”，遂中文常为人略写作广东路并沿用至今。

## 简史
在上海开埠前，通向黄浦江共有四条土路，广东路所在的位置便是其中一条土路。1845年，在签订第一次土地章程之时规定“商人租定基地内，前议留出浦大路四条……一在四分地之南……”，该条土路得以保留，并在1846年以后被改筑为现代道路，最初设计为二丈宽。由于该路靠近上海县城的北门，故最初称为北门街。
1850年代起，英租界道路码头委员会将道路逐渐延伸。到1862年，马路的最西端已经到达今天浙江中路的位置。其中今天河南中路至福建中路的一段被称为宝善街，一度成为戏院、茶馆、青楼业聚集的中心。福建中路至浙江中路的一段则称为正丰街。街道名称来源于开设在其上的正丰酱园。
1862年，随着第二跑马场的拆除，马路再度延伸到泥城浜。新筑的一段因此称为西正丰街，而原先的则被称为东正丰街。1865年，为了改变混乱的租界道路名称，公共租界工部局将北门街、宝善街、正丰街统一命名。当时工部局将东西向道路统一使用中国的主要城市作为名称，该路遂被命名为，俗称五马路。由于清朝时並未有「廣州市」，“Canton”一词是指「廣東省城」，因此后来在翻译中被译作广东路，并沿用至今。
早期，广东路东段多是洋行的堆栈。原宝善街的部分则在1870年代前后便成为主要的娱乐业中心。原东正丰街的部分，则有上海第一个公用电话亭，并配有专线直接十六铺。1920年代初，广东路东部则出现了三菱洋行、日清汽船会社等机构，而西段则以商业和居住区为主。1923年1月23日，外国人广东路开办的无线电台开始播音，上海由此成为中国最早建立无线电台的城市。

## 沿街建筑
- 51、59号：大来大楼
- 93号：永年人寿保险公司
- 94-102号：三菱洋行、美孚洋行
- 306号：原洋行大楼，现维拉斯酒店
- 西藏路口：原东方饭店大楼，现上海工人文化宫

## 交会道路
与广东路交汇的道路由东向西分别为：
- 中山东一路
- 四川中路
- 江西中路
- 河南中路
- 山东中路
- 靖远街
- 福建中路
- 湖北路
- 浙江中路
- 平望街
- 广西北路
- 云南中路
- 西藏中路